# Лимбини
Лимбини, Левини, Лембини, Драмбутиотикос или Макрирема (на гръцки: Λιμπίνι, Λεβίνι, Λεμπίνι, Μακρυρέμα) е река в Егейска Македония, Гърция.

## Описание
Реката извира източните части на Горуша, северно от Омали (Блазом). Тече на североизток през областта Населица (Анаселица). Преди село Химерино (Вайпис) завива на югоизток и се влива в Бистрица (Алиакмонас) като неин десен приток североизточно от Неаполи (Ляпчища).

## Водосборен басейн
→ ляв приток, ← десен приток
- → Пападия
- → Базедия